# Route nationale 71
La route nationale 71 (RN 71 o N 71) è stata una strada nazionale francese che partiva da Troyes e terminava a Digione. Nel 2005 è stata completamente declassata, a D671 nell’Aube ed a D971 nella Côte-d'Or.

## Percorso
Si staccava dalla N19 a Troyes e risaliva l’alta valle della Senna, passando per Bar-sur-Seine e Châtillon-sur-Seine. Abbandonava la valle poco dopo il centro di Saint-Marc-sur-Seine, ma reincontrava il fiume vicino alla sorgente a Chanceaux. Piegava quindi verso sud-est per scendere a Digione ed immettersi nella N5.